# محمد ناصف
محمد ناصف (عربی: محمد ناصف؛ زادهٔ ۱ نوامبر ۱۹۸۸) بازیکن فوتبال اهل مصر است.
از باشگاه‌هایی که در آن بازی کرده‌است می‌توان به باشگاه فوتبال انپی، باشگاه ورزشی زمالک، و باشگاه ورزشی الاهلی مصر اشاره کرد.
وی همچنین در تیم ملی فوتبال مصر بازی کرده‌است.